# Маколи Крисантъс
Маколи Крисантъс (на английски: Macauley Chrisantus) е нигерийски футболист, роден е на 20 август 1990 в Абуджа.
С добрите си игри за юношеския национален отбор на Нигерия Крисантъс става обект на интерес за много класни европейски отбори като Арсенал, Манчестър Сити и Динамо Загреб. В крайна сметка е закупен от Хамбургер ШФ за сумата от 1 милион евро.
С националния отбор Крисантъс печели световното първенство за юноши до 17 г. през 2007 г. в Южна Корея. Крисантъс прибира още две отличия – златна обувка за голмайстор на турнира със седем гола и сребърна топка.